# Carnivorous Plant Newsletter
La Carnivorous Plant Newsletter (CPN) è la pubblicazione ufficiale della Società internazionale delle piante carnivore (International Carnivorous Plant Society, ICPS), la più grande organizzazione di questo tipo al mondo. È stata pubblicata ogni anno fin dal suo esordio nel 1972. Fondata originalmente da Don Schnell e Joe Mazrimas, includeva tra gli altri redattori Leo Song e Larry Mellichamp. Nel 1997, Don Schnell si ritirò e i nuovi redattori Jan Schlauer e Barry Rice si unirono allo staff redazionale. Mazrimas lasciò il comitato di redazione nel 1998, lasciando la produzione del giornale a Schlauer, Rice e Steve Baker (per l'impaginazione).
Il bollettino si pubblica su base trimestrale, interamente a colori. Ogni numero è lungo di solito 32 pagine. Gli articoli di interesse scientifico devono passare attraverso un processo anonimo di revisione paritaria prima di essere pubblicati. I tipici articoli includono anche argomenti di interesse orticolo, resoconti sul campo e descrizioni di nuovi taxa o cultivar.

## Descrizioni dei taxa
La Carnivorous Plant Newsletter ha pubblicato descrizioni formali dei seguenti taxa.

### Drosera
- Drosera camporupestris
- Drosera grantsaui
- Drosera hartmeyerorum
- Drosera schwackei (nuova combinazione)
- Drosera spatulata var. bakoensis
- Drosera spatulata var. gympiensis
- Drosera tentaculata
- Drosera viridis
- Drosera × corinthiaca
- Drosera × fontinalis

### Heliamphora
- Heliamphora chimantensis
- Heliamphora elongata
- Heliamphora exappendiculata
- Heliamphora folliculata
- Heliamphora hispida
- Heliamphora sarracenioides

### Nepenthes
- Nepenthes angasanensis
- Nepenthes carunculata var. robusta
- Nepenthes lavicola
- Nepenthes longifolia
- Nepenthes mikei
- Nepenthes ovata
- Nepenthes rowanae (descrizione emendata)
- Nepenthes sibuyanensis
- Nepenthes talangensis
- Nepenthes tenuis
- Nepenthes xiphioides

### Pinguicula
- Pinguicula lithophytica
- Pinguicula nivalis
- Pinguicula pilosa

### Sarracenia
- Sarracenia × bellii
- Sarracenia × casei
- Sarracenia × charlesmoorei
- Sarracenia flava var. cuprea
- Sarracenia flava var. rubricorpora
- Sarracenia × naczii
- Sarracenia purpurea sottosp. venosa var. burkii f. luteola